# Randibreen
Randibreen är en glaciär i Bouvetön. Den ligger i den södra delen av landet..